# خوان إدواردو زونيغا
خوان إدواردو زونيغا (بالإسبانية: Juan Eduardo Zúñiga)‏ هو ناقد أدبي ومترجم وكاتب إسباني، ولد في 24 يناير 1919 في مدريد في إسبانيا.